# Вальдталер, Тильманн
Тильман Вальдталер (нем. Tilmann Waldthaler; род. 24 марта 1942, Мюнхен) — итальяно-австралийский профессиональный велосипедист-путешественник немецкого происхождения, писатель и фотограф-любитель, лектор, рекламоноситель велосипедной индустрии и поставщиков оборудования для активного отдыха.
Начиная с 35-летнего возраста совершил более десятка сверхдальних (в том числе кругосветных) велосипедных путешествий, преодолев около 500 тысяч километров и посетив более 140 стран мира. Во время своего второго кругосветного путешествия в 1980-х годах он начал писать путевые заметки для журналов. С 1989 года он опубликовал более дюжины книг, а также несколько руководств по организации и проведении велопутешествий.
Бывший повар, выросший в Южном Тироле, долгое время жил и в настоящее время живёт в Австралии и имеет австралийское гражданство.

## Происхождение
Тильманн Вальдталер родился в годы Второй мировой войны в Мюнхене. Семья была бедной. Его отец — южно-тиролец немецкого происхождения. У него были две старшие сестры и старший брат. Жильё было разрушено в результате бомбардировки, и семья была вынуждена переехать в Италию к родственникам, где отец вскоре умер. В тот год Вальдталеру исполнилось четырнадцать лет. Через два года, в возрасте шестнадцати лет, он также потерял свою мать. Затем переехал в Вену к своей первой старшей сестре, чей муж был назначен его опекуном. После окончания школы в связи с экономическими трудностями он получил скромную профессию кондитера, хотя желал продолжать образование, и был вынужден отправиться в Швейцарию, где вторая сестра совместно с мужем управляла рестораном. Вальдталер стал работать у них поваром. В дальнейшем, во время сверхдальних велосипедных путешествий, профессия повара пригодилась.

## Обзор велопутешествий
В течение четырёх десятилетий, с 1977 по 2015 год, Тильманн Вальдталер совершил 14 крупных велосипедных путешествий, преодолев суммарно 239 700 км.
| Время     | Расстояние | Маршруты                                                     | Техника                                                                  | Финансирование                    |
| --------- | ---------- | ------------------------------------------------------------ | ------------------------------------------------------------------------ | --------------------------------- |
| 1977—1981 | 55 000 км  | От Антарктики до Арктики («соло между полюсами»)             | Туристический велосипед Lucien Crahay; Campagnolo                        | работа поваром и кондитером       |
| 1981—1985 | 28 000 км  | От Нордкапа до африканских шаманов                           | Туристический велосипед Lucien Crahay; Campagnolo                        | работа поваром и кондитером       |
| 1986—1986 | 04 000 км  | Альпийский тур                                               | Горный велосипед Бьянки                                                  | работа поваром и кондитером       |
| 1987—1988 | 06 000 км  | Путешествие по Нилу                                          | Горный велосипед Kettler; Shimano                                        | работа кондитером, первый спонсор |
| 1989—1992 | 35 000 км  | Кругосветное путешествие по экватору (Эква-тур)              | Горный велосипед Kettler; Shimano                                        | работа публицистом, спонсоры      |
| 1994—1994 | 06 000 км  | Через Австралию                                              | Горный велосипед Kettler; Shimano                                        | работа публицистом, спонсоры      |
| 1995—1995 | 04 500 км  | Вокруг 14 восьмитысячников мира                              | Горный велосипед Kettler; Shimano                                        | работа публицистом, спонсоры      |
| 1997—1998 | 07 400 км  | Пустынями Австралии (Bike Camel Bike)                        | Горный велосипед Kettler; Shimano                                        | работа публицистом, спонсоры      |
| 2001—2003 | 30 000 км  | Вело-экспедиция «Аляска — Патагония»                         | 29-дюймовый горный велосипед Koga (Кога)                                 | работа публицистом, спонсоры      |
| 2004—2005 | 05 300 км  | Германия — Турция                                            | 29-дюймовый горный велосипед Koga                                        | работа публицистом, спонсоры      |
| 2006—2007 | 08 000 км  | От мыса Йорк (Австралия) до мыса Луин (Австралия)            | 29-дюймовый горный велосипед Koga                                        | работа публицистом, спонсоры      |
| 2010—2012 | 30 000 км  | От Норвегии до Новой Зеландии                                | 29-дюймовый горный велосипед Koga                                        | работа публицистом, спонсоры      |
| 2013—2013 | 04 000 км  | Путь саванны (велопробег через Австралию с востока на запад) | ?                                                                        | работа публицистом, спонсоры      |
| 2014—2015 | 16 500 км  | Вокруг Австралии                                             | Туристский велосипед Herkelmann; Переключатель скоростей Speedhub 500/14 | работа публицистом, спонсоры      |

## Собственные публикации

### Журналы
Со времени своего второго крупного путешествия в начале 1980-х Тильманн Вальдталер писал о своих поездках в журнальных статьях.

### Книги
- Expeditionen mit dem Fahrrad, изд-во Moby Dick, Kiel, 1989. ISBN 3-922843-41-7
- Bergradtouren in Südtirol, изд-во Athesia, Bozen, 1991. ISBN 88-7014-606-5
- Südtiroler Bergradtouren für Geniesser, изд-во Athesia, Bozen, 1993. ISBN 88-7014-718-5
- Expeditionen mit dem Fahrrad — mit "Äquatour, изд-во Moby Dick, 2-е издание, Kiel, 1994. ISBN 3-922843-89-1
- Die Äqua-Tour, изд-во Hermann, Markgröningen, 1994. ISBN 3-929920-12-3
- Biken nach Lust und Liebe — Südtirol, изд-во Athesia, Bozen, 2000. ISBN 88-87272-06-9
- Radfahren quer durch Südtirol, в соавторстве с Martin Gruber и Lorenz Psaier. Изд-во Athesia, Bozen, 2003. ISBN 88-87272-48-4
- Amerika von oben nach unten, издатель Tilmann Waldthaler (самоиздат), Rheden, 2003. ISBN 3-00-012139-0
- Sieh diese Erde leuchten! В соавторстве с Carlson Reinhard, изд-во Bielefelder Verlagsanstalt, Bielefeld, 2008. ISBN 978-3-87073-432-9
- Sieh diese Erde leuchten! В соавторстве с Carlson Reinhard, изд-во Taschenbuch, Malik, 2009. ISBN 978-3-492-40357-3
- Bei Sonne, Wind und Regen. В соавторстве с Carlson Reinhard, изд-во Malik, 2011. ISBN 978-3-492-40424-2
- Nordkap — Neuseeland. В соавторстве с Carlson Reinhard, изд-во Malik, München, 2012. ISBN 978-3-89029-425-4
- Nordkap — Neuseeland (E-Book). В соавторстве с Carlson Reinhard, изд-во Piper ebooks, München, 2012. ISBN 978-3-492-95820-2
- Outback — Mit dem Fahrrad quer durch Australien (E-Book). Изд-во Piper ebooks, München, 2014. ISBN 978-3-492-96659-7
- Outback — Mit dem Fahrrad quer durch Australien, изд-во Malik, München, 2015. ISBN 978-3-492-40546-1

Кроме этих авторских книг, Тильманн Вальдталер публиковался в различных сборниках.